# Cobb (Kalifornia)
Cobb – jednostka osadnicza w Stanach Zjednoczonych, w stanie Kalifornia, w hrabstwie Lake.